# 福伊希特旺根
福伊希特旺根（德語：Feuchtwangen，發音：[ˈfɔʏçtˌvaŋən] ⓘ）是德国巴伐利亚州中弗兰肯行政区安斯巴赫县的城市，面积137.21平方千米，2023年12月31日人口为12,875人。

## 友好城市
- 義大利 拉纳
- 法國 莫朗日
- 丹麦 奈斯特韦兹